# Pont-l'Abbé

Pont-l'Abbé este o comună în departamentul Finistère, Franța. În 1 ianuarie 2022 avea o populație de 8.403 de locuitori.